# Afonso Celso de Assis Figueiredo
Afonso Celso de Assis Figueiredo, Visconde de Ouro Preto (Ouro Preto, 21 de fevereiro de 1836 – Rio de Janeiro, 21 de fevereiro de 1912) foi um político brasileiro, 32.° Presidente do Conselho de Ministros do Brasil (ver Gabinete Ouro Preto).

## Vida

### Primeiros anos e formação
Afonso Celso de Assis Figueiredo nasceu em Ouro Preto, então capital da província de Minas Gerais, em 21 de fevereiro de 1837. Era filho de Maria Magdalena de Figueiredo Affonso, de tradicional família ouro-pretense, e de João Antônio Affonso, português naturalizado brasileiro que muito jovem veio para o Brasil, onde fez carreira comercial, tendo sido chefe de polícia em Ouro Preto e capitão da Guarda Nacional.
Iniciou seus estudos em sua cidade, tendo feito o preparatório para o curso jurídico no Liceu Mineiro de Ouro Preto. Ingressou na Faculdade de Direito de São Paulo (1854-1858), tendo sido contemporâneo de nomes como Antônio Ferreira Viana, Paulino José Soares de Sousa, Evaristo da Veiga, Antônio Joaquim de Macedo Soares Bastos e Quintino Bocaiúva.
Durante o curso de direito trabalhou como chefe de gabinete do presidente da província de São Paulo, Francisco Diogo de Vasconcelos (1856), irmão de Bernardo Pereira de Vasconcelos, tendo sido mantido no cargo pelo sucessor José Joaquim Fernandes Torres (1857).

### Política
Affonso Celso se constituiu como um dos políticos mais importantes do Segundo Reinado do Império do Brasil e grande amigo de D. Pedro II. Foi eleito senador pela província de Minas Gerais e tomou posse em 26 de abril de 1879. Também ocupou os cargos de secretário de Polícia, inspetor da Tesouraria Provincial e procurador da Fazenda. Tendo sido deputado provincial em dois mandatos e deputado geral por Minas Gerais por quatro vezes.
Foi ministro da Marinha e da Fazenda (ver gabinetes Gabinete Zacarias III e Gabinete Sinimbu) e membro do Conselho de Estado. Presidiu o último Conselho de Ministros do Império. Assis Figueiredo foi preso em 15 de novembro de 1889 no Quartel-General do Campo de Santana, no dia da proclamação da república, com todo o ministério, tendo sido exilado em seguida.

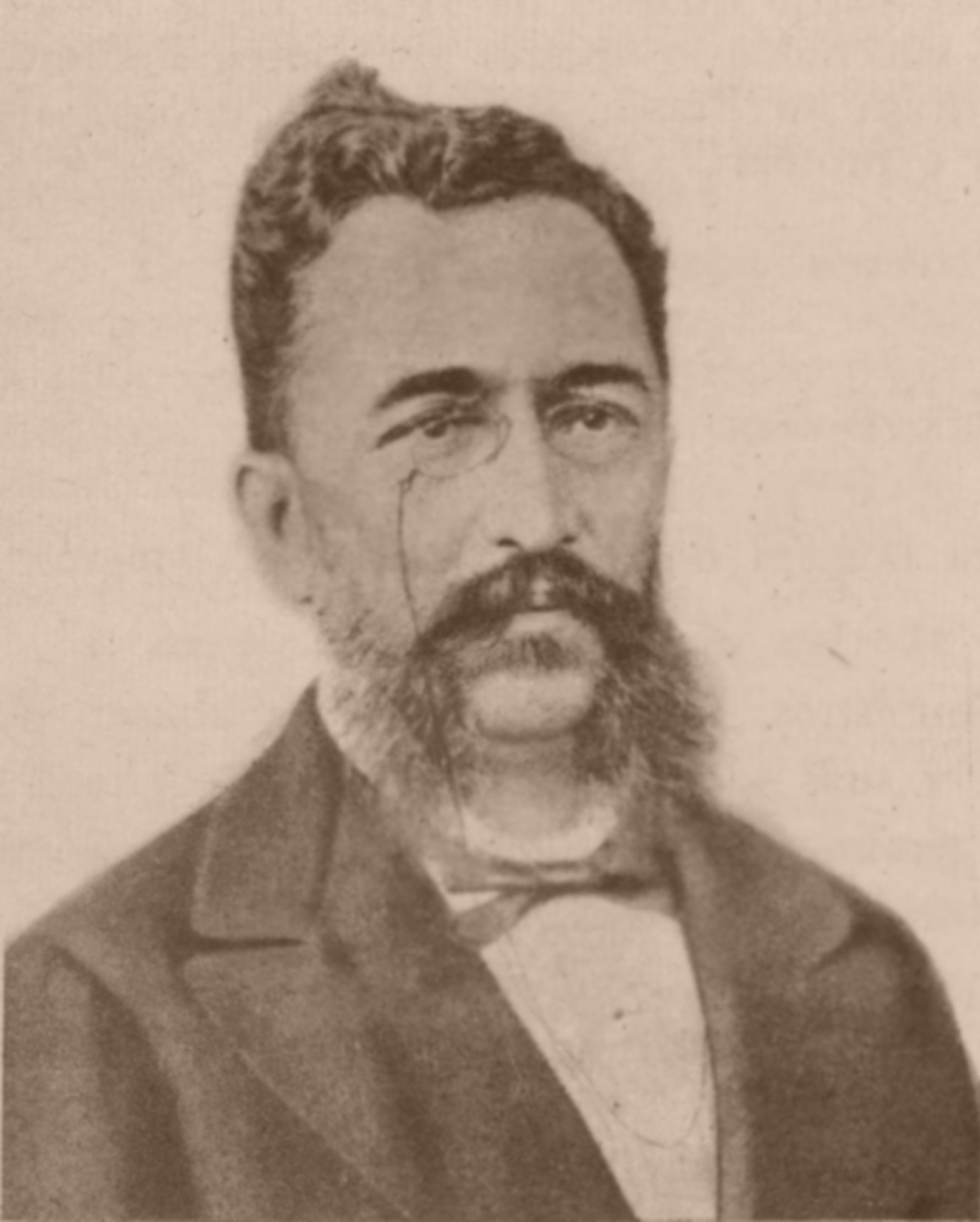
Afonso Celso como ministro da Marinha

Ainda no Império, o visconde de Ouro Preto, monarquista convicto, abraçou a causa abolicionista. Quando senador, criou um imposto de 20 réis sobre o preço das passagens de bonde, fato que gerou grande agitação no Rio de Janeiro, conhecida como a "Revolta do Vintém", em janeiro de 1880.
Publicou, entre outras obras, A esquadra e a oposição parlamentar e Advento da ditadura militar. Foi agraciado com o título nobiliárquico de visconde em 13 de junho de 1888.
No início do século XX, posteriormente à proclamação da república, foi professor de Direito Civil e Comercial da Faculdade Livre de Ciências Jurídicas e Sociais do Rio de Janeiro.

### Família
Casou em 6 de janeiro de 1859 com Francisca de Paula Martins de Toledo (São Paulo, 11 de fevereiro de 1839 — Rio de Janeiro, 22 de abril de 1916), filha do coronel da Guarda Nacional e conselheiro Joaquim Floriano de Toledo, e de sua segunda esposa, Ana Margarida da Graça Martins. Do casamento entre o visconde de Ouro Preto e Francisca de Paula nasceu o imortal Afonso Celso de Assis Figueiredo Júnior, que veio a fundar o Jornal do Brasil (não teria fundado, mas colaborado por mais de 30 anos no jornal). Francisca de Paula era irmã de Carlota Martins de Toledo, esposa de Jorge João Dodsworth, o segundo barão de Javari. Dodsworth era cunhado do barão de Tefé e, portanto, tio de Nair de Tefé.
Seu irmão, Carlos Afonso de Assis Figueiredo, foi ministro da Guerra e presidente da província do Rio de Janeiro. O visconde de Ouro Preto escreveu uma obra de história sobre os dez primeiros anos da República.

## O gabinete de 7 de junho de 1889
Foi presidente do Conselho de Ministros e simultaneamente ministro da Fazenda
- Ministério do Império: Franklin Dória
- Ministério dos Estrangeiros: José Francisco Diana
- Ministério da Justiça: Cândido Luís Maria de Oliveira
- Ministério da Guerra: Rufino Enéias Gustavo Galvão
- Ministério da Marinha: José da Costa Azevedo
- Ministério da Viação e Obras Públicas: Lourenço Cavalcanti de Albuquerque

O Gabinete do Presidente do Conselho foi deposto pelo golpe da Proclamação da República.